# Liste der Kulturdenkmäler in Eichelhardt
In der Liste der Kulturdenkmäler in Eichelhardt sind alle Kulturdenkmäler der rheinland-pfälzischen Gemeinde Eichelhardt aufgelistet. Grundlage ist die Denkmalliste des Landes Rheinland-Pfalz (Stand: 4. Mai 2023).

## Einzeldenkmäler
| Bezeichnung      | Lage                             | Baujahr                           | Beschreibung                                                           | Bild |
| ---------------- | -------------------------------- | --------------------------------- | ---------------------------------------------------------------------- | ---- |
| Grube Petersbach | Siegener Straße ohne Nummer Lage | 19. und 20. Jahrhundert           | Baubestand aus dem 19. und 20. Jahrhundert, 1937 stillgelegt           | BW   |
| Hofanlage        | Volkerzer Weg, zu Nr. 5 Lage     | erste Hälfte des 19. Jahrhunderts | Fachwerk-Wohnhaus, erste Hälfte des 19. Jahrhunderts; Scheune, um 1920 | BW   |

## Ehemalige Kulturdenkmäler
| Bezeichnung | Lage                | Baujahr         | Beschreibung                                                                                                   | Bild |
| ----------- | ------------------- | --------------- | --- | ---- |
| Quereinhaus | Hauptstraße 9 Lage  | 18. Jahrhundert | Fachwerk-Quereinhaus, teilweise verkleidet, Backhaus, 18. Jahrhundert; Gesamtanlage; aus Denkmalliste gelöscht | BW   |
| Wohnhaus    | Hauptstraße 13 Lage | 18. Jahrhundert | Wohnstallhaus; Fachwerkbau, teilweise massiv und verkleidet, 18. Jahrhundert; abgebrochen                      | BW   |